# Новодмитровка (Москва)

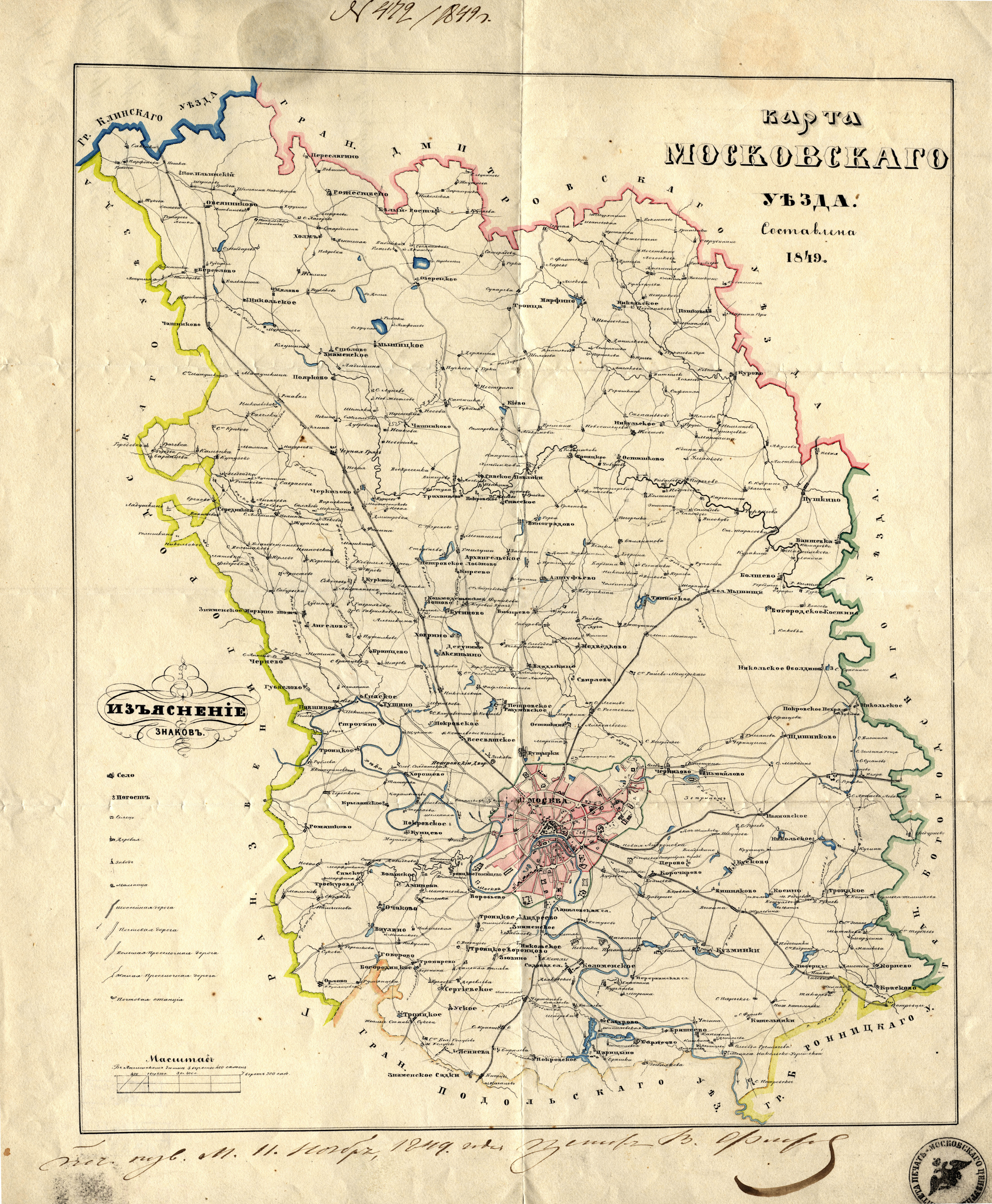
Деревени Новая и Дмитровка, на карте Московского уезда, 1849 года.

Новодмитровка — структурное образование (микрорайон или внутригородская территория), входящее в состав Молжаниновского района города Москва, получившее название от бывшей деревни Новодмитровка (Ново-Дмитровка), в составе города с 1984 года.
В одно время деревни Новая и Дмитровка входили в состав Черкизовской волости Московского уезда.

## История
Деревня Новая (не путать с другой деревней Новая (позже Ново-Кирилловка → Кирилловка) которая находилась чуть дальше на тракте, за Черкизово) отмечена на Плане Царствующего града Москвы 1763 года и название населённого пункта указано как Нопая (возможна ошибка), а деревня Дмитровка на Санкт-Петербургском шоссе возникла в 1820 — 1830-х годах при переводе части крестьян из окрестной деревни Мелькисарово на выселки ближе к построенному Санкт-Петербургскому шоссе. Большинство крестьян с разрешения помещика переселилось к столбовой дороге, поставив новые избы по обеим её сторонам, для получения доходов от извоза и обслуживания проезжающих по тракту путешественников.
На 1913 год деревня именовалась как Ново-Дмитровка, и в ней было земское училище, чайная и овощная лавки и 46 дворов. 
В 1926 году в деревне Ново-Дмитровка был одноимённый сельсовет Ульяновской волости Московского уезда, и имелись школа, 52 хозяйства (из них 51 крестьянское). Проживало 260 жителей, из них 122 мужского полу, 138 женского.
При строительстве военного аэродрома стратегической авиации ВС Союза ССР, а позднее аэропорта «Шереметьево», в 1959 году, в окрестности деревень Новой и Дмитровки стали перевозить жителей ликвидируемых деревень Краснополянского района Подмосковья, в том числе и деревни Новосёлки (которая прекратила существование, на старом месте, см. карту Московского уезда, 1849 года). После этого деревня по левую сторону (из Москвы) Ленинградского шоссе получила название по названию деревни Ново-Дмитровка — Новодмитровка, а на её месте разместились Новосёлки. 
В 1984 году в деревне проживало 435 человек, и она вошла в состав Ленинградского района города-героя.
Существовал план по большому строительству в микрорайоне, под размещение муниципальных и намеченных на продажу типовых и индивидуальных разноэтажных жилых домов общей площадью 1 500 000 — 1 800 000 квадратных метров (в том числе первая очередь строительства — 800 000 кв. м., из них 1997 — 1998 годах — 400 000 кв. м.) и объектов социальной инфраструктуры города, но ему не суждено было воплотиться в жизнь.
Согласно постановлению правительства Москвы № 150-ПП, от 7 марта 2006 года, деревня Новодмитровка с населением 320 человек была намечена к отселению. Предполагалось снести Новодмитровку вместе с соседними деревнями Молжаниновка и Новосёлки до конца 2010 года для жилой застройки. 
В упразднённой деревне, с изменениями на 14 ноября 2006 года, было:
- Территория 25,5 гектара;
- Численность постоянно зарегистрированных жителей 320 человек;
- Вид собственности — частная.

Однако в 2009 году предполагаемый застройщик, компания «Интеко», как сообщается, отказался от строительства, и был вероятен повторный конкурс на застройку территории в 2010 году.
Сейчас Новодмитровка полностью срослась с соседними бывшими деревнями Новосёлки и Молжаниновкой.
В соответствии с планами Правительства Москвы в данном микрорайоне предусмотрено новое строительство жилых домов и объектов инфраструктуры и обустройство улиц, которое неоднократно изменялось как и план развития столицы России.